# Bangkok Hua Lamphong
Bangkok Hua Lamphong (taj. หัวลำโพง) – główna stacja i dworzec kolejowy w Bangkoku, w Tajlandii. Znajduje się w centrum miasta, w dystrykcie Pathum Wan i jest obsługiwany przez Tajskie Koleje Państwowe.
Stacja została otwarta w dniu 25 czerwca 1916 roku, po budowie trwającej sześć lat. Teren dworca kolejowego wcześniej był krajowym centrum konserwacji kolei, które przeniosły się do Makkasan w czerwcu 1910 roku. W miejscu poprzedniej stacji kolejowej w pobliżu, kolumny upamiętniającej otwarcie kolei w 1897 roku.
Podczas II wojny światowej alianci próbowali zbombardować stację, ale uderzyli w pobliski hotel.
Stacja została wybudowana we włoskim stylu neorenesansowym, z ozdobnym drewnianym dachem i witrażami. Architektura nawiązuje do Turynu, w którym urodził się Mario Tamagno, który z rodakiem Annibale Rigotti (1870-1968), wykonanł znak na początku XX wieku budynku publicznego w Bangkoku. Para również zaprojektowała Pałac Bang Khun Prom (1906), Ananta Samakhom Throne Hall w The Royal Plaza (1907/15) i Suan Kularb Residential Hall i Throne Hall w ogrodzie Dusit, i wiele innych budynków.
Stacja posiada 14 peronów. Hua Lamphong obsługuje ponad 130 pociągów i około 60 000 pasażerów dziennie. Od 2004 roku stacja została połączona podziemnym przejściem do systemu metra ze stacją o tej samej nazwie.
Stacja jest również końcem Eastern and Oriental Express.